# Theraps lentiginosus
Theraps lentiginosus är en fiskart som först beskrevs av Steindachner, 1864.  Theraps lentiginosus ingår i släktet Theraps och familjen Cichlidae. Inga underarter finns listade i Catalogue of Life.